# Sofie Junge Pedersen
Sofie Junge Pedersen (ur. 24 kwietnia 1992 w Aarhus, Dania) – duńska piłkarka, grająca na pozycji pomocnika lub napastnika.

## Kariera piłkarska

### Kariera klubowa
Wychowanka klubów BMI oraz IK Skovbakken. W 2009 rozpoczęła karierę piłkarską w IK Skovbakken. Latem 2012 przeniosła się do Fortuny Hjørring. W czerwcu 2015 roku została zaproszona do szwedzkiego FC Rosengård. Po wygaśnięciu kontraktu w sierpniu 2017 wyjechała do Hiszpanii, gdzie została piłkarką Levante UD Femenino. W lipcu 2018 wróciła do Szwecji i potem występowała w Vittsjö GIK. W grudniu 2018 podpisała kontrakt z Juventusem Women.

### Kariera reprezentacyjna
8 grudnia 2011 debiutowała w narodowej reprezentacji Danii. Wcześniej broniła barw juniorskiej reprezentacji U-17 i U-19 oraz młodzieżowej U-23.

## Sukcesy i odznaczenia

### Sukcesy piłkarskie
Fortuna Hjørring
- mistrz Danii: 2013/14

FC Rosengård
- mistrz Szwecji: 2015

Juventus Women
- mistrz Włoch: 2018/19
- zdobywca Pucharu Włoch: 2018/19